# Justin Upton
Justin Irvin Upton (nascido em 25 de agosto de 1987) é um jogador profissional de beisebol atuando como outfielder pelo   Detroit Tigers da Major League Baseball (MLB). Anteriormente jogou pelo Arizona Diamondbacks de 2007 até 2012, Atlanta Braves em 2013 e 2014 e pelo San Diego Padres em 2015. Foi companheiro de equipe de seu irmão Melvin Upton Jr. nos Braves e nos Padres. Jogava principalmente como campista direito, mas foi transferido para o campo esquerdo nos Braves, Padres e Tigers.
Upton foi selecionado como primeira escolha geral pelo Diamondbacks no draft de 2005 e fez sua estreia na MLB em 2007. Foi convocado para quatro  All-Star Games e venceu duas Silver Slugger Awards. Justin e Melvin são os únicos irmãos na Major League Baseball a serem escolhidos nas posições um e dois na primeira rodada do draft.